# Kato Panagia
Kato Panagia  este un oraș în Grecia în prefectura Elida.